# The Situation Room
The Situation Room ist eine Nachrichtensendung auf CNN, die von Wolf Blitzer moderiert wird und zum ersten Mal am 8. August 2005 ausgestrahlt wurde. Die Sendung ersetzt die drei Politik- und Nachrichtensendungen, Inside Politics, Crossfire und Wolf Blitzer Reports.

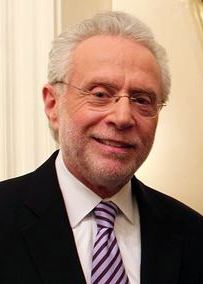
Moderator Wolf Blitzer

Anfangs wurde The Situation Room aufgeteilt in eine Stunde Politik, eine Stunde zur Sicherheitslage und eine Stunde für internationale Nachrichten. Dieses Konzept wurde am 5. August 2007 durch ein dreistündiges Einheitsformat ersetzt, um ein Jahr vor der US-Präsidentschaftswahl angemessen hierüber berichten zu können.
Unterstützung erhält Moderator Blitzer häufig durch Journalisten und Kommentatoren wie Jack Cafferty, Donna Brazile, Ali Velshi, Carol Costello, Abbi Tatton, Paul Begala, Bay Buchanan, James Carville und J. C. Watts.
Die Sendung beginnt standardgemäß mit den Worten (oder einer leichten Variation): You're in the Situation Room – where news and information are arriving all the time. Standing by: CNN reporters across the United States and around the world to bring you the day's top stories. Happening Now ... I'm Wolf Blitzer, and You're in the Situation Room.
Die Happening Now-Wendung gibt dabei die Hauptthemen des Tages wieder und ist aus der einflussreichsten Vorgänger-Sendung Wolf Blitzer Reports übernommen worden.
Die Sendung wurde kritisiert für ihre sogenannten human interest stories, die Geschichten (hinter Nachrichten) von Personen auf eine emotionale oder interaktive Art präsentieren, um Sympathien für diese zu wecken. Vor allem der Satiriker Jon Stewart machte sich des Öfteren aus diesem Grund über die Sendung lustig. Ebenfalls kritisiert wurde die Sendung für die Split-Screens während des Hurrikan Katrina.